# Laban (musikgrupp)
Laban  var en dansk syntpopduo, grundad av sångerskan Lecia Jønsson och sångaren Ivan Pedersen, 1982. Gruppen debuterade 1982 med hiten "Hvor ska' vi sove i nat?", vilken är en cover på den italienska popgruppen Ricchi e Poveris hit "Sarà perche ti amo". 
Duon var framgångsrik under 7 år, bland annat tack vare managern Cai Leitner genom vars försorg gruppen fick framgångar i utlandet. Sången "Love in Siberia" låg på Billboardlistan i 6 veckor. Deras singlar och album gavs ut i 37 länder och sålde guld i bland annat Sverige. Laban upplöstes sommaren 1988.

## Diskografi
Studioalbum
- 1982 – Laban
- 1983 – Laban 2
- 1984 – Laban 3
- 1985 – Laban 4
- 1987 – Laban 5

Samlingsalbum
- 1985 – Laban's bedste
- 1988 – Greatest Hits
- 1997 – De største narrestreger
- 2000 – The Collection
- 2009 – De 36 bedste narrestreger
- 2010 – Komplet & rariteter

Singlar
- 1982 – "Hvor ska' vi sove i nat?" / "Hva' er galt med mig"
- 1983 – "Meget bedre nu" / "Det jeg føler for dig"
- 1984 – "Came-camera"
- 1984 – "Brug for kærlighed" / "Mer' og mer'"
- 1985 – "Caught By Surprise"
- 1985 – "Donna, Donna"
- 1985 –	"Kold som is"
- 1985 – "Love In Siberia"
- 1987 – "Prisoner of the Night"
- 1987 – "Down On Your Knees"
- 1987 – "Russian Roulette"
- 1987 – "Don't Stop"
- 1988 – "I Close My Eyes and Count to Ten"